# Traité instituant la Communauté européenne du charbon et de l'acier
Pour les articles homonymes, voir traité de Paris.
Le traité instituant la Communauté européenne du charbon et de l'acier (CECA), aussi appelé traité de Paris, est signé le 18 avril 1951 par la République fédérale d'Allemagne (RFA), la Belgique, la France, l'Italie, le Luxembourg et les Pays-Bas pour une durée de 50 ans. Il est entré en vigueur le 23 juillet 1952 et est arrivé à expiration le 23 juillet 2002.
Ce traité est considéré comme l'un des actes fondateurs de l'Union européenne.

## Contexte
La structure institutionnelle du traité résulte des motivations de ses auteurs ainsi que de la volonté des États membres au lendemain de la Seconde Guerre mondiale. Par conséquent, la négociation du traité combine trois motivations principales : la paix, la prospérité et l'idée d'Europe.
La première motivation, la paix, s'exprime dans la volonté de priver les six États fondateurs des moyens de se faire la guerre. Cette « privation » prend la forme d'une mutualisation des marchés du charbon et de l'acier, alors matériaux nécessaires à l'armement, qui seraient gérés au sein d'une « structure empêchant les dérives militaristes et favorisant […] la coopération entre les élites et la vie en commun des peuples ». Ce modèle est aussi présent dans les traités établissant la Communauté européenne de l'énergie atomique et Communauté économique européenne. Cette motivation implique la mise en place progressive d'une « solidarité de fait » entre les Européens. Le traité reflète cela et les compétences conférées aux institutions sont le contraire de celles données aux fédérations, c'est ainsi que là où les fédérations sont compétentes en matière de défense, de justice, de politique, de monnaie et des affaires étrangères, la CECA n'est compétente qu'en matière économique (marché commun du charbon et de l'acier, certaines compétences liées aux travailleurs de ce secteur, etc.).
La seconde motivation est la prospérité, c'est-à-dire, au lendemain de la Secondaire Guerre mondiale, la reconstruction et le développement économique.

## Dispositions du traité initial de 1952

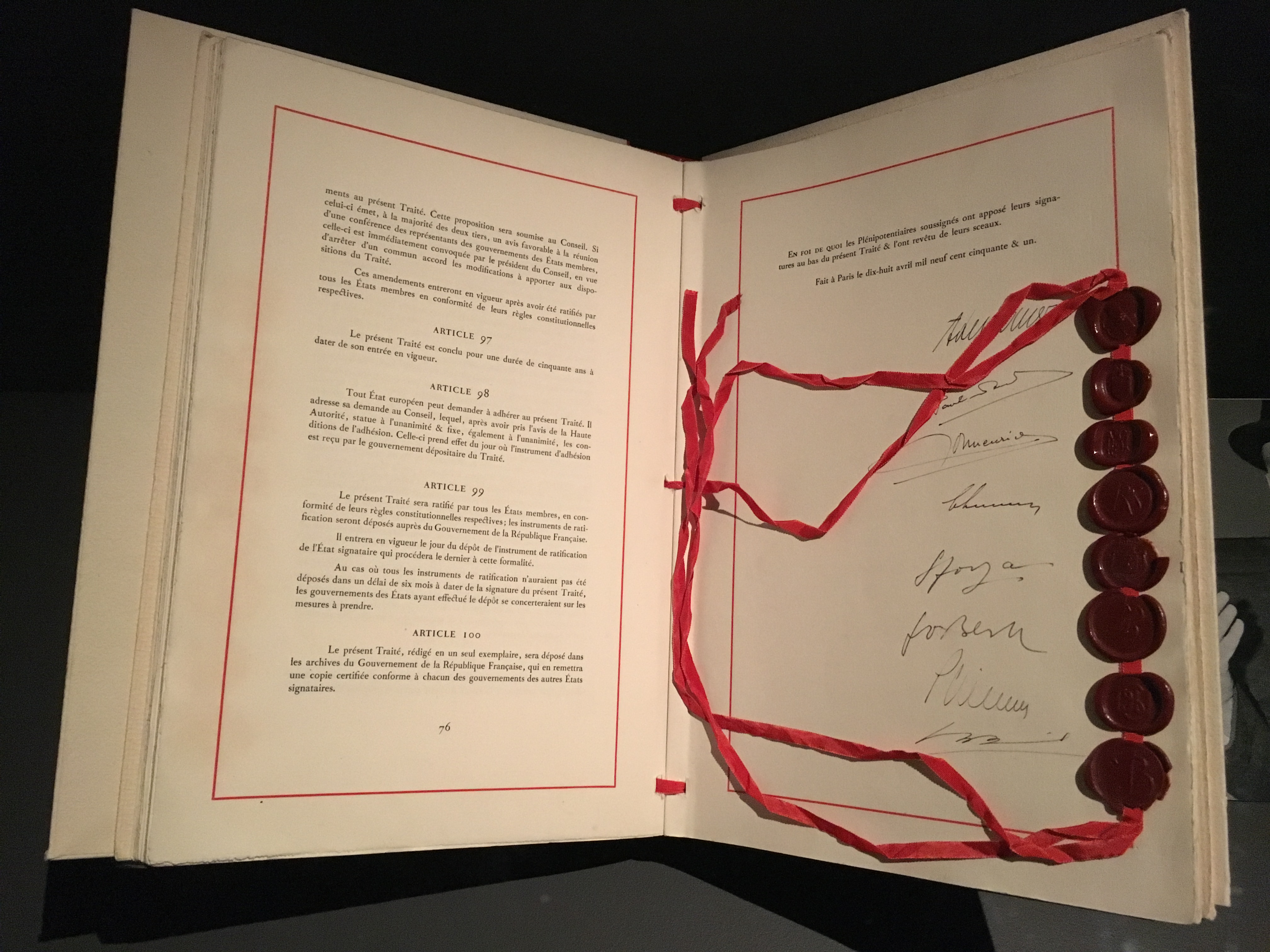
Signatures apposées au traité.

Le traité organise la mise en commun de la production et la consommation du charbon et de l’acier entre les six pays signataires en instituant la communauté européenne du charbon et de l'acier (CECA).

### Personnalité juridique
La Communauté est créée par l'article premier du traité. Elle a la personnalité juridique.
L'article 6, alinéa 2 donne à la Communauté la capacité juridique nécessaire à l'exercice de ses fonctions et atteindre ses objectifs sur la scène internationale.
En interne, la Communauté « jouit de la capacité juridique la plus large reconnue aux personnes morales nationales ».

### Objectifs de la CECA
L'article 1 du traité précise notamment qu'elle est fondée sur trois éléments : le marché commun, des objectifs communs et des institutions communes. Ces objectifs communs sont la contribution à « l'expansion économique, au développement de l'emploi et au relèvement du niveau de vie dans les États membres ». Elle veille à ce que la recherche de la productivité et la rationalisation de la production ne nuisent pas à l'emploi et ne causent des troubles fondamentaux et persistants aux économies des États membres.
Afin d'atteindre ces objectifs, les institutions doivent notamment assurer l'approvisionnement du marché commun, assurer l'accès égal aux sources de production aux utilisateurs du marché commun, assurer le prix le plus bas (et qu'il n'ait pas de conséquence tel que la hausse des prix dans un autre secteur non couvert par les traités et sur les rémunérations), assurer le développement et l’amélioration du potentiel de production des entreprises, promouvoir l'amélioration des conditions de vies et de travail de la main-d’œuvre, promouvoir les échanges internationaux et promouvoir l’extension et la modernisation de la production et de la qualité afin d'éviter de devoir mettre en place des mécanismes de protection face à la concurrence.
Ainsi le traité CECA contient des dispositions relatives à la « sécurité d'approvisionnement », qui est un concept clef de la politique énergétique de l'Union européenne telle qu'elle s'est développée par la suite.

### Institutions de la CECA
Le traité établit quatre institutions : la Haute Autorité, l'Assemblée commune, le Conseil spécial de ministres et la Cour de justice. L'article 7 du traité dispose notamment que la Haute Autorité est assistée par un Comité consultatif.
La Haute Autorité est composée de 9 membres dont huit sont nommés par les États membres et un par cooptation. Il s'agit d'une institution supranationale dont les délibérations sont adoptées à la majorité. Elle peut adopter quatre types d'actes : des décisions (obligatoires, à l'instar des règlements), des recommandations (similaires aux directives) et des avis. Le traité prévoit un président et un vice-président élu pour deux ans, toutefois la pratique a rajouté un second vice-président.

### Marché commun du charbon et de l'acier
Le traité dispose que certains éléments visant à limiter la concurrence sont interdits au sein du marché commun :
- les droits d'entrée ou de sortie, ou taxes d'effet équivalent, et les restrictions quantitatives à la circulation des produits ;
- les mesures ou pratiques établissant une discrimination entre producteurs, entre acheteurs ou entre utilisateurs ;
- les subventions ou aides accordées par les États ou les charges spéciales qu'ils imposent ;
- les pratiques restrictives tendant à la répartition ou à l'exploitation des marchés.

En ce sens, l'approvisionnement du marché commun était un des principaux objectifs de la CECA. Il s'agit de la première apparition de la notion de « sécurité d'approvisionnement » dans ce qui deviendra le droit de l'Union.

## Révisions successives du traité

### Chronologie
| Signature Entrée en vigueur Nom du traité | 1948 Traité de Bruxelles                                      | 1951 1952 Traité CECA                             | 1954 1955 Accords de Paris                            | 1957 1958 Traité de Rome (TCEE) Traité Euratom        | 1965 1967 Traité de fusion                            | 1975 1976 institution officieuse    | 1986 1987 Acte unique européen | 1992 1993 Traité de Maastricht (TUE et TCE) | 1992 1993 Traité de Maastricht (TUE et TCE) | 1997 1999 Traité d'Amsterdam (TUE et TCE) | 2001 2003 Traité de Nice (TUE et TCE) | 2007 2009 Traité de Lisbonne (TUE et TFUE) | 2007 2009 Traité de Lisbonne (TUE et TFUE) |  |  |  |  |  |  |  |  |
|                                           |                                                               |                                                   |                                                       |                                                       |                                                       |                                     |                                |                                             |                                             |                                           |                                       |                                            |                                            |  |  |  |  |  |  |  |  |
| Les trois piliers de l'Union européenne   |                                                               |                                                   |                                                       |                                                       |                                                       |                                     |                                |                                             |                                             |                                           |                                       |                                            |                                            |  |  |  |  |  |  |  |  |
| Communautés européennes                   |                                                               |                                                   |                                                       |                                                       |                                                       |                                     |                                |                                             |                                             |                                           |                                       |                                            |                                            |  |  |  |  |  |  |  |  |
|                                           | Communauté européenne de l'énergie atomique (Euratom)         |                                                   |                                                       |                                                       |                                                       |                                     |                                |                                             |                                             |                                           |                                       |                                            |                                            |  |  |  |  |  |  |  |  |
|                                           |                                                               |                                                   | Communauté européenne du charbon et de l'acier (CECA) | Communauté européenne du charbon et de l'acier (CECA) | Communauté européenne du charbon et de l'acier (CECA) | Dissoute en 2002                    | Dissoute en 2002               | Dissoute en 2002                            |                                             | Union européenne (UE)                     | Union européenne (UE)                 |                                            |                                            |  |  |  |  |  |  |  |  |
|                                           |                                                               |                                                   | Communauté économique européenne (CEE)                | Communauté économique européenne (CEE)                | Communauté économique européenne (CEE)                |                                     |                                | Communauté européenne (CE)                  | Communauté européenne (CE)                  | Union européenne (UE)                     | Union européenne (UE)                 |                                            |                                            |  |  |  |  |  |  |  |  |
|                                           |                                                               | TREVI                                             | TREVI                                                 | Justice et affaires intérieures (JAI)                 |                                                       |                                     |                                | Communauté européenne (CE)                  | Communauté européenne (CE)                  | Union européenne (UE)                     | Union européenne (UE)                 |                                            |                                            |  |  |  |  |  |  |  |  |
|                                           | Coopération policière et judiciaire en matière pénale (CPJMP) | TREVI                                             | TREVI                                                 | Justice et affaires intérieures (JAI)                 |                                                       |                                     |                                |                                             |                                             | Union européenne (UE)                     | Union européenne (UE)                 |                                            |                                            |  |  |  |  |  |  |  |  |
|                                           | Coopération politique européenne (CPE)                        | Politique étrangère et de sécurité commune (PESC) | Politique étrangère et de sécurité commune (PESC)     | Politique étrangère et de sécurité commune (PESC)     | Politique étrangère et de sécurité commune (PESC)     |                                     |                                |                                             |                                             | Union européenne (UE)                     | Union européenne (UE)                 |                                            |                                            |  |  |  |  |  |  |  |  |
| Union occidentale (UO)                    | Union occidentale (UO)                                        | Union de l'Europe occidentale (UEO)               | Union de l'Europe occidentale (UEO)                   | Union de l'Europe occidentale (UEO)                   | Union de l'Europe occidentale (UEO)                   | Union de l'Europe occidentale (UEO) |                                |                                             |                                             |                                           | Union européenne (UE)                 |                                            |                                            |  |  |  |  |  |  |  |  |
| Union occidentale (UO)                    | Union occidentale (UO)                                        | Union de l'Europe occidentale (UEO)               | Union de l'Europe occidentale (UEO)                   | Union de l'Europe occidentale (UEO)                   | Union de l'Europe occidentale (UEO)                   | Union de l'Europe occidentale (UEO) | Dissoute en 2011               |                                             |                                             |                                           |                                       |                                            |                                            |  |  |  |  |  |  |  |  |
|                                           |                                                               |                                                   |                                                       |                                                       |                                                       |                                     |                                |                                             |                                             |                                           |                                       |                                            |                                            |  |  |  |  |  |  |  |  |

### 1957:  institutions communes des Communautés européennes
Le traité instituant la Communauté économique européenne était accompagné de conventions et protocoles modifiant le traité CECA, en particulier la Convention relative à certaines institutions communes aux Communautés européennes. Ce traité abroge certaines dispositions et les remplace :
- l'article 21 du traité, sur le nombre de députés, est remplacé : le nombre de députés est augmenté proportionnellement au nombre d'origine[17]. Le texte rappelle la volonté de procéder à l'élection au suffrage universel direct des députés[17].
- l'article 32 du traité, sur la Cour de justice, est abrogé et remplacé par les articles 32, 32 bis, 32 ter, 32 quater sur la composition et l'organisation de la Cour de justice[18]. En conséquence, le protocole sur le statut de la Cour de justice annexé au traité est abrogé car il n'est pas conforme aux nouvelles dispositions. En lieu est place de ce protocole, le protocole sur le statut de la Cour de justice s'applique[19].
- en termes de financement, l'article 6 de la Convention dispose que les dépenses de fonctionnement de ces institutions sont réparties de façon égale entre les trois Communautés[20].

### 1965: modifications apportées par le traité de fusion
Le traité de fusion des exécutifs communautaires apportent plusieurs modifications au traité CECA ainsi qu'au traité Euratom et au traité CEE : la création du Conseil des Communautés européennes, la création de la Commission des Communautés européennes, certaines dispositions financières liées à la fusion et la création du statut de fonctionnaires et agents des Communautés européennes, résultant de la fusion également. Le traité contient également des modifications dans un chapitre « dispositions générales et finales ».
Au sujet du Conseil, le traité dispose que le Conseil spécial de ministres de la Communauté européenne du charbon et de l'acier, le Conseil de la Communauté économique européenne et le Conseil de la Communauté européenne de l'énergie atomique allaient fusionner en un Conseil des Communautés européennes. En dépit de cette fusion, le Conseil conserve les compétences décrites dans chacun des traités et les exerce selon les procédures adaptées de chacun d'eux. Les règles concernant les présidences tournantes du Conseil, les convocations des sessions et le règlement intérieur sont rappelées. Du fait de l'influence du traité CEE, le traité de fusion prévoit la création du Coreper et apporte de vagues éléments quant à ses fonctions. Enfin, les articles 27 (composition et présidence du Conseil), 28 alinéa 1 (convocation des réunions), 29 (fixation des indemnités) et 30 (règlement intérieur) du traité CEE sont abrogés pour être respectivement remplacé par le contenu des articles 2 (composition du Conseil), 3 (convocation des réunions), 6 (fixation des indemnités) et 5 (règlement intérieur) du traité de fusion. L'article 28 est modifié plus en profondeur par l'article 8 du traité de fusion. L'alinéa 3 de l'article 28 est modifié et inclut la notion de consensus négatif, c'est-à-dire qu'une abstention ne rend pas l'unanimité nulle et permet l'adoption de la décision. La règle de la majorité prévue à l'article 28 alinéa 4 est également modifiée et ne requiert que la majorité absolue des représentants des États membres, y compris un représentant dont l’État membre assure au moins 1⁄6 de la production de charbon et d'acier de la Communauté (auparavant, il s'agissait de 20 %). Enfin, le protocole relatif au statut de la Cour de justice est également modifié : les articles 5 et 15, concernant respectivement les droits pécuniaires et les indemnités du greffier, sont abrogés. Les articles 16, 20 alinéa 3, 28 alinéa 5 et 44 sont également modifiés.
En ce qui concerne la Haute Autorité, le traité dispose que la Haute Autorité  de la Communauté européenne du charbon et de l'acier, la Commission de la Communauté économique européenne et la Commission de la Communauté européenne de l'énergie atomique allaient fusionner en une Commission des Communautés européennes. De manière similaire au Conseil, la Commission ne voit pas ses compétences modifiées et conserve celles qui lui sont attribuées en vertu de chaque traité. Les articles 9 à 13, 16 alinéa 3, 17 et 18 alinéa 6 du traité sont abrogés et remplacé par leurs articles correspondant de 10 à 17 du traité modificatif.
Afin de prendre acte de la fusion des institutions, les dépenses administratives de la CECA et les dépenses et recettes de la CEE et de l'Euratom, à l'exception de l'Agence d'approvisionnement de la Communauté européenne de l'énergie atomique, doivent être inscrite au budget des Communautés européennes. Le budget doit être équilibré en recette et en dépense. L'article 78 du traité CECA est abrogé et remplacé par les articles 78 à 78 septimo.

### Expiration du traité
L'article 97 du traité prévoyait une durée de validité de 50 ans. Après un débat sur son possible renouvellement ou une solution de compromis, le traité expira en 2002 et ses règles furent transférées à la Communauté européenne.

## Signataires du traité initial

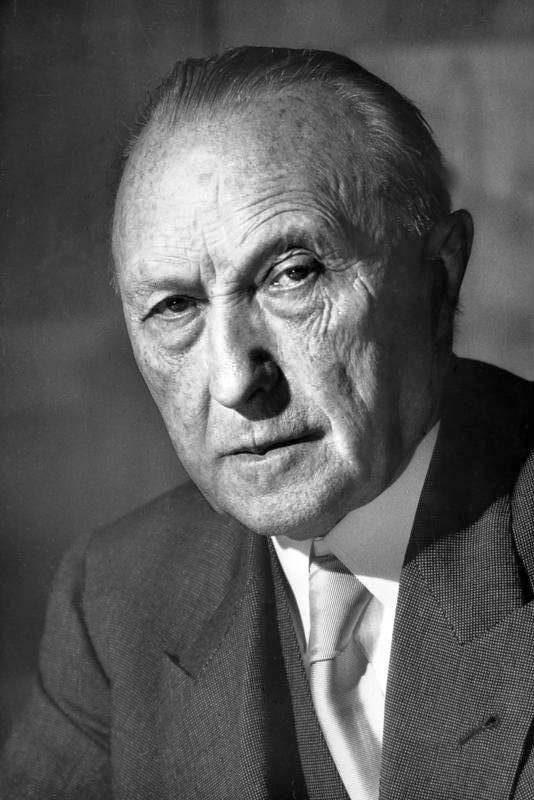
Allemagne : Konrad Adenauer, Chancelier et ministre des Affaires étrangères
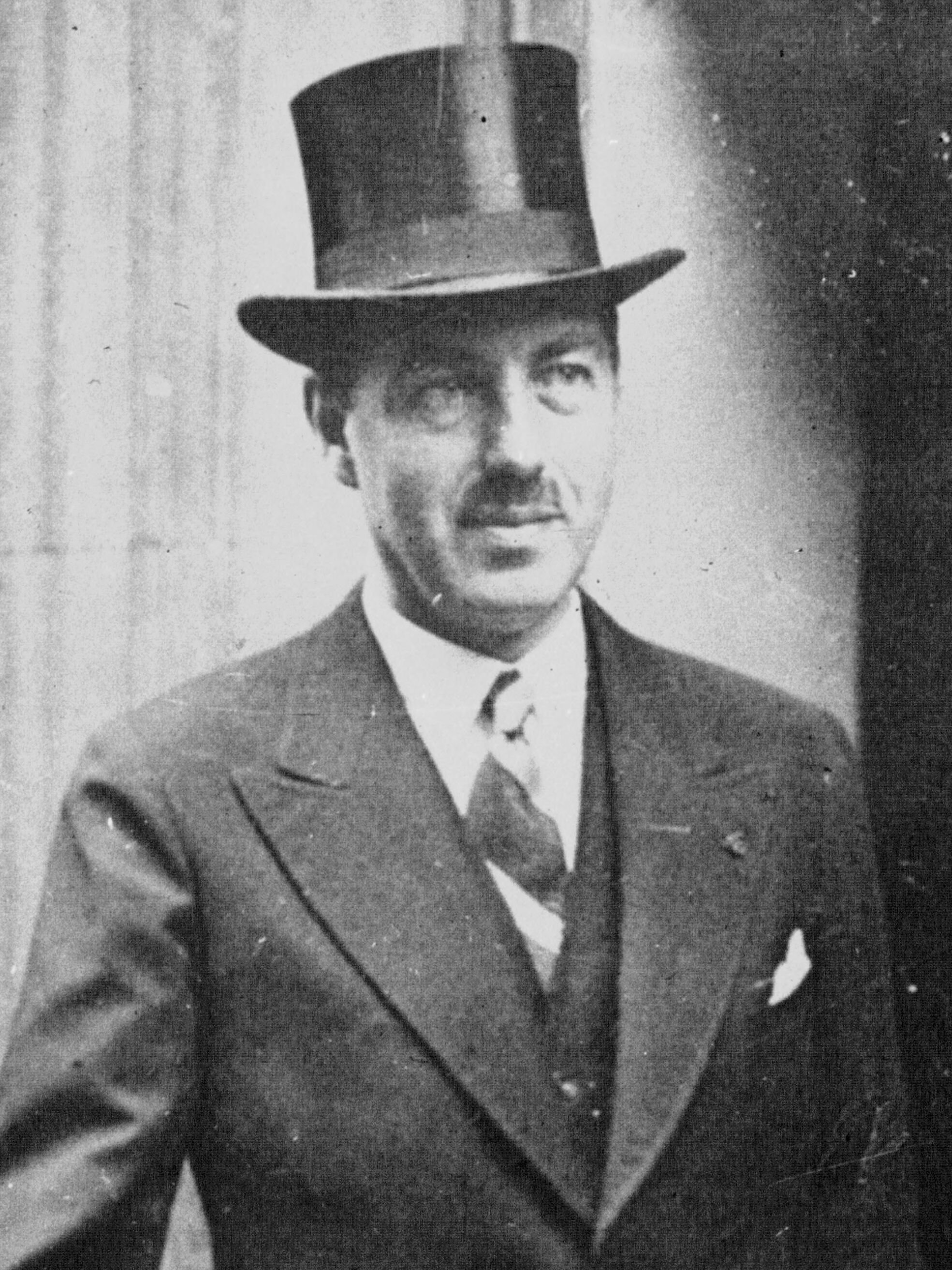
Belgique : Paul Van Zeeland, ministre des Affaires étrangères
Belgique : Joseph Meurice, ministre du Commerce extérieur
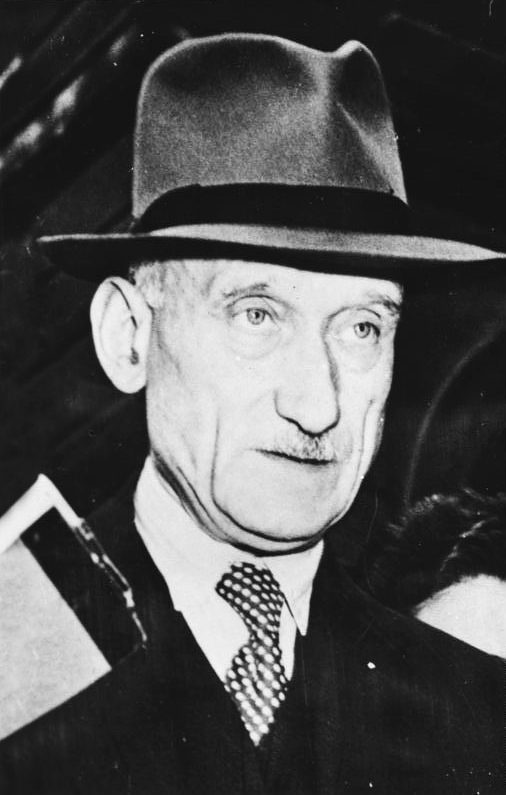
France : Robert Schuman, ministre des Affaires étrangères
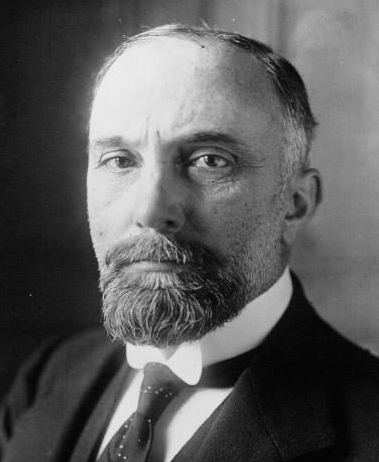
Italie : Carlo Sforza, ministre des Affaires étrangères
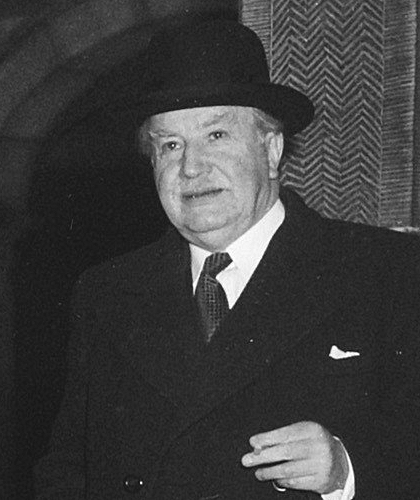
Luxembourg : Joseph Bech, ministre des Affaires étrangères
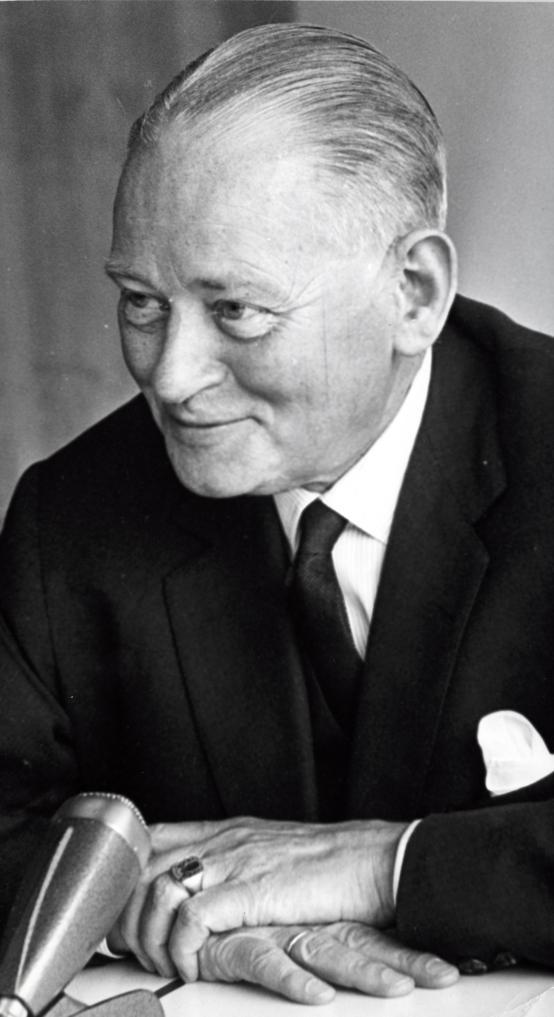
Pays-Bas : Dirk Stikker, ministre des Affaires étrangères
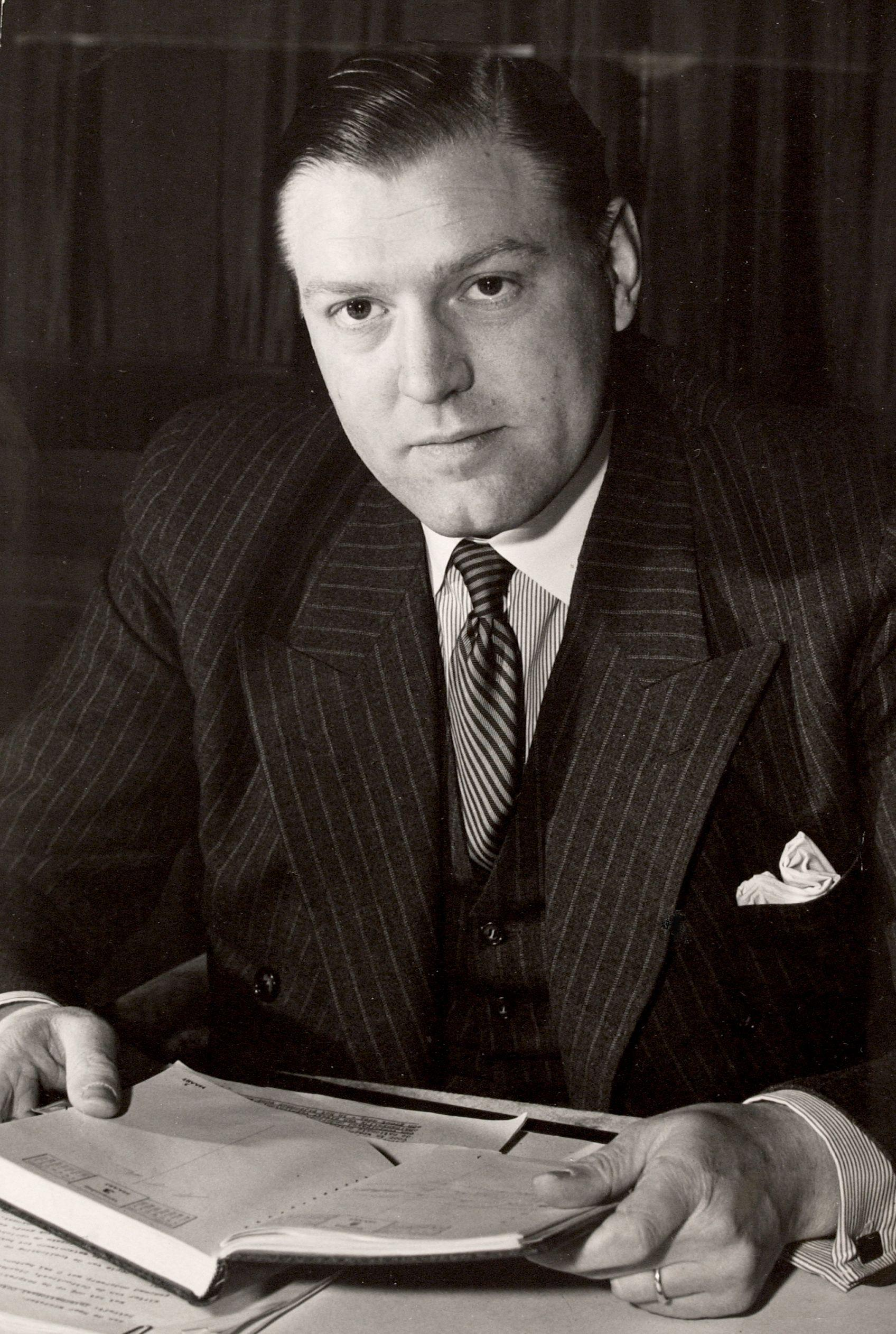
Pays-Bas : Jan van den Brink (nl), ministre des Affaires économiques

## Sources